# بول غراهام
بول غراهام (Paul Graham) (ولد في 13 نوفمبر 1964) هو مبرمج ومُستثمر وكاتب. عرف بأعماله بلغة ليسب البرمجية ولتأسيسه شركة فياويب (Viaweb) النّاشئة، إلى جانب مشاركته في تأسيس حاضنة مشاريع واي-كومباينيتور وهي مُبادرة/حاضنة مشاريع تدعم وتُموّل أصحاب المشاريع الرّيادية في وادي السّيليكون. ألّف بول غراهام 3 كتب: أون ليسب (1993), كومن ليسب (1995) وهاكرز أند بانترز (2004).

## النشأة
في عام 1995 أسّس غراهام مع روبرت مبروس شركة فياويب (Viaweb)، والتي طوّرت تطبيقًا بلغة الليسب يُتيح للمُستخدمين إنشاء متاجر إلكترونية على الإنترنت. وفي صيف عام 1998 أشترت شركة ياهوو شركة فياويب بمبلغ 49.6 مليون دولار 

## هرم بول غراهام

تمثيل مثلثي لهرم بول غراهام للاختلاف

في مقالته «كيفية الاختلاف» ، العام 2008، طرح غراهام رؤية لكيفية «عدم الاتفاق» أي الاختلاف في جدال ما، وقسّم مستويات الاختلاف إلى سبعة مستويات هرمية. يقول غراهام أنه بالتحرك إلى أعلى الهرم الجدال يجعل المتجادلين أقل لؤماً وأكثر سروراً بالنقاش. البنية الهرمية للشكل المقترح تفترض أن أقلية من الناس لأن أرقى أشكال الاختلاف في أعلى الهرم هي الحالات الأكثر ندرة.

## وصلات خارجية
- موقع بول غراهام الشّخصي
- مقالات بول غراهام حول ريادة الأعمال مُترجمة إلى العربية